# Oggelshausen
Oggelshausen è un comune tedesco di 995 abitanti situato nel land del Baden-Württemberg.